# Вудленд (округ Вашингтон, Мен)
Вудленд (англ. Woodland) — переписна місцевість (CDP) в США, в окрузі Вашингтон штату Мен. Населення — 853 особи (2020).

## Географія
Вудленд розташований за координатами 45°9′34″ пн. ш. 67°24′42″ зх. д. / 45.15944° пн. ш. 67.41167° зх. д. (45.159454, -67.411682).  За даними Бюро перепису населення США в 2010 році переписна місцевість мала площу 3,69 км², з яких 3,06 км² — суходіл та 0,62 км² — водойми.

## Демографія
Згідно з переписом 2010 року, у переписній місцевості мешкали 952 особи в 417 домогосподарствах у складі 275 родин. Густота населення становила 258 осіб/км².  Було 514 помешкання (139/км²).
Расовий склад населення:
| - 95,6 % — білих - 1,1 % — азіатів - 0,6 % — корінних американців - 0,4 % — чорних або афроамериканців |

До двох чи більше рас належало 2,2 %. Частка іспаномовних становила 0,4 % від усіх жителів.
За віковим діапазоном населення розподілялося таким чином: 22,6 % — особи молодші 18 років, 57,0 % — особи у віці 18—64 років, 20,4 % — особи у віці 65 років та старші. Медіана віку мешканця становила 45,1 року. На 100 осіб жіночої статі у переписній місцевості припадало 90,8 чоловіків;  на 100 жінок у віці від 18 років та старших — 87,5 чоловіків також старших 18 років.
Середній дохід на одне домашнє господарство  становив 53 990 доларів США (медіана — 42 227), а середній дохід на одну сім'ю — 61 690 доларів (медіана — 49 737). За межею бідності перебувало 14,4 % осіб, у тому числі 17,0 % дітей у віці до 18 років та 7,6 % осіб у віці 65 років та старших.
Цивільне працевлаштоване населення становило 389 осіб. Основні галузі зайнятості: освіта, охорона здоров'я та соціальна допомога — 26,2 %, виробництво — 19,5 %, публічна адміністрація — 13,9 %, мистецтво, розваги та відпочинок — 10,5 %.